# Niu (literă)

Litera grecească Niu, majusculă și minusculă

Niu (majusculă Ν, literă mică {\displaystyle \nu }, în greacă Νι) este a treisprezecea literă a alfabetului grec.
În sistemul de numerație alfabetică greacă avea valoarea 50. Niu provine din litera feniciană 𐤍 (nun). Din litera Niu a derivat ulterior litera N din alfabetul latin.